# Isotopieverschiebung
Die Isotopieverschiebung ist ein physikalischer Effekt, der sich darin äußert, dass die Spektrallinien in den Atomspektren unterschiedlicher Isotope desselben Elements relativ zueinander verschoben sind. Ursachen dafür sind Unterschiede in Masse, Volumen oder magnetischem Moment des Atomkerns, die zu geringfügigen Änderungen der Elektronenhüllen der Atome und dadurch zur Verschiebung oder auch Aufspaltung von Spektrallinien führen.
Die Unterschiede in den Kernmassen führen zu Unterschieden in der reduzierten Elektronenmasse. Die Theorie dieses rein kinematischen Effekts, der besonders bei leichten Elementen bemerkbar ist, wurde von D. S. Hughes und Carl Eckart entwickelt. Unter anderem wurde das Wasserstoffisotop Deuterium 2H aufgrund der Isotopieverschiebung zum Wasserstoff 1H 1931 von Harold Clayton Urey entdeckt.
Die Unterschiede in der Kerngröße verursachen Unterschiede der elektrischen Ladungsverteilung der Kerne. Dieser Effekt spielt eine wichtige Rolle in schweren Elementen und wurde von Aage Bohr und Victor Weisskopf erklärt.
Die Isotopieverschiebung ist wie alle anderen physikalischen Isotopieeffekte gering und kann folglich nur anhand hochauflösender spektroskopischer Untersuchungen nachgewiesen werden.

## Verwendung
Die Isotopieverschiebung wird im Urananreicherungsverfahren mittels Lasern ausgenutzt.